# María Pilar Fumanal García
María Pilar Fumanal (Valencia, 1940-Valencia, 1998) fue una geomorfóloga española que tuvo un papel esencial en el nacimiento y desarrollo de la geoarqueología en el País Valencià, convirtiéndose en una figura destacada de los primeros años de la arqueología valenciana.

## Trayectoria profesional
Licenciada en Filosofía y Letras, Sección Historia, por la Universitat de València (1971-1976), se especializó en sedimentología  y pronto se incorporó al Departament de Geografia de la Facultat de Geografia i Història (UV), donde impartió clases prácticas en 1978.
Presentó su memoria de licenciatura sobre la Cueva de la Cocina en 1978, obteniendo el premio extraordinario de licenciatura. Desde 1979 fue profesora ayudante de Geomorfología, mientras desarrollaba su tesis doctoral, leída en junio de 1985. A finales de ese año fue nombrada encargada de curso y en noviembre de 1986 consiguió la plaza como profesora titular de Geografía Física. Desde entonces y hasta su prematura muerte, dedicó su tiempo a la docencia y a la investigación. Su investigación se centró en la geoarqueología, con trabajos en distintas cronologías, aunque con especial atención a la Prehistoria, y en la geomorfología litoral del Cuaternario. Su actividad se caracterizó por la colaboración con muchos especialistas de múltiples disciplinas y centros de investigación, enriqueciendo mutuamente sus investigaciones. Trabajó en diversos yacimientos arqueológicos del País Valencià, entre los que podemos destacar Cova de l’Or, Cova Negra, Cova Beneito, Cova de les Cendres, Cova de Bolomor, la Ereta del Pedregal, Cabezo Redondo y Lloma de Betxí, así como en el resto de España y del Mediterráneo, destacando sus trabajos en la costa meridional gallega, Knossos (Grecia), Castelcivita (Italia) y Makri (Grecia). Además, desarrolló estudios de geomorfología litoral en la Marjal de Oliva-Pego, en los Estanys de Formentera, en los humedales de Xàbia, Moraira y Mallorca, así como en el tramo costero entre Gandia y Santa Pola, con el proyecto La Nao.
Promovió la formación del Grup Valencià de Quaternari en 1991 y fue nombrada vicepresidenta de la Asociación Española para el Estudio del Cuaternario (AEQUA) en 1997. Fue la principal responsable de la edición de El Cuaternario del País Valenciano en 1995.
El Departamento de Geografía con financiación de su familia publicó en 1999 el libro homenaje Geoarqueologia i Quaternari litoral.

## Publicaciones más destacadas
- FUMANAL, M. P. (1978): Estudio sedimentológico de la Cueva de la Cocina (Dos Aguas, Valencia). Tesis de licenciatura dirigida por Vicent M. Rosselló, Universitat de València.

- CACHO, C.; FUMANAL, M. P.; LÓPEZ, P.; LÓPEZ, N. (1983): Contribution du Tossal de la Roca à la chronostratigraphie du Paléolithique supérieur final dans la région de Valence. Actes du Colloque International La position taxonomique et chronologique des industries à pointes à dos autour de la Méditerranée européenne, Siena, 3-6 novembre 1983, Rivista di Scienze Preistoriche Firenze 38 (1-2), 69-90.

- FUMANAL, M. P. (1985): Sedimentos Wurmienses en las cuevas valencianas. Tesis doctoral dirigida por Vicent M. Rosselló y Manuel Hoyos.

- FUMANAL, M.P. (1986): Sedimentología y clima en el País Valenciano: las cuevas habitadas en el cuaternario reciente, Diputación de Valencia.

- CALVO, A.; DUPRÉ, M.; FUMANAL, M.P.; LA ROCA, N.; PÉREZ, A. (1986): Evolución holocena del paisaje en el País Valenciano, Estudios de Geomorfología del Sur de España, Murcia, 31-36.

- FUMANAL, M.P.; VILLAVERDE, V. (1988): Cova Negra et le milieu du Paleolithique moyen dans le region du Pays Valencien (Espagne), L’homme de Néandertal, 2, 73-85.

- FUMANAL, M.P.; VIÑALS, M. (1989): Albufera residual de Moraira (Alicante). Evolución geomorfológica, Actas XI Congreso Nacional de Geografía, Vol. 2, 391-400.

- FUMANAL, M.P. (1990): El hábitat del Bronce Valenciano: aspectos geoarqueológicos, Archivo de Prehistoria Levantina 20, 317-325.

- FUMANAL, M.P (1993). El yacimiento premusteriense de la Cova de Bolomor, Cuadernos de Geografía 54, 223-248.

- FUMANAL, M.P. (1995): Los depósitos cuaternarios en cuevas y abrigos. Implicaciones sedimentoclimáticas, El Cuaternario del País Valenciano, 115-124.

- FUMANAL, M.P. (1997): Secuencia sedimentoclimática del Pleistoceno superior final en el País valenciano (18.000 al 12.000 BP), Centre d'investigacions arqueològiques, 321-327.

- EFSTRATIOU, N.; FUMANAL, M.P.; FERRER, C.; UREM KOTSOS, D.; CURCI, A.; TAGLIACOZZO, A.; STRATOULI, G.; VALOMOTI, S.M.; NTINOU, M.; BADAL,  E.; MADELLA, M.; SKOURTOPOULOU,K. (1998): Excavations at the Neolitihic settlement of Makri, Thrace, Greece (1988-1996): A preliminary report, SAGVNTVM. Papeles del Laboratorio de Arqueología de Valencia 31, 11-62.
- FUMANAL ,M.P.; MORALES, J.; MOLINA, A.; MURÉLAGA, J; ALBERDI, M.T.; BLAZQUEZ, A.M.; VAN DER MADE, J.; BARBADILLO, L.J.; MARÍN, J.M.; MONTOYA, P. (1999): La fauna del pleistoceno inferior de la Sierra de Quibas (Abanilla, Murcia), Estudios geológicos 55, 127-162.
- FUMANAL, M.P. (dir. congr.) (1999): Geoarqueología quaternari litoral: memorial María Pilar Fumanal, Universitat de València, Facultat de Geografía i História.
- FUMANAL, M.P. (2005): Estudio paleoambiental de la Cova de les Bruixes, La cova de les Bruixes (Rosell, Castellón) / Norberto Mesado Oliver (aut.), 111-118.
- BERNABEU, J.; FUMARAL, M.P. (2009): La excavación. Estratigrafía y dataciones C14, La Cova de les Cendres: (Moraira-Teulada, Alicante) / coord. por Joan Bernabeu y Lluís Molina, 31-54.
- FUMANAL, M.P.; BADAL, E. (2009): Estudio geomorfológico y paleográfico, La Cova de Les Cendres: (Moraira-Teulada, Alicante) / coord. Joan Bernabeu y Lluís Molina, 17-30.